# Pando (Uruguay)
Pando je město v Uruguayi. Leží v jižní části země v departementu Canelones. Při sčítání lidu v roce 2011 mělo město 25 947 obyvatel. Je vzdáleno přibližně 30 km severovýchodně od centra hlavního města Montevideo a tvoří tak součást metropolitní oblasti hlavního města. Východní hranici města tvoří menší řeka Arroyo Pando.
Město bylo založeno v roce 1788. Založil ho Antonio de Pando y Patiño z Buenos Aires, který chtěl v oblasti začít podnikat. Po postavení kaple byla současně zřízena i osada. Za město bylo formálně vyhlášené v roce 1920. Už v tomto období bylo Pando důležitým průmyslovým centrem.